# Пэй Синьи
Пэй Синьи (кит. 裴鑫依; род. 1 октября 2005 или 10 января 2005) — китайская спортсменка, тяжелоатлетка, чемпионка мира 2022 года.

## Карьера
На чемпионате мира 2022 года в Боготе, в Колумбии в категории до 64 кг она стала чемпионкой мира по сумме двух упражнений с результатом 233 кг и завоевала обе малые золотые медали, установив ещё пять мировых рекордов для различных групп среди юниоров и молодёжи.
В Саудовской Аравии, где состоялся Чемпионат мира по тяжёлой атлетике 2023 года, китайская спортсменка в категории до 59 кг завоевала бронзовую медаль чемпионата мира с результатом 232 кг по сумме двух упражнений. Малая бронзовая медаль в рывке с весом на штанге 102 кг также досталась ей. 
На чемпионате мира 2024 года, который состоялся в Бахрейне, китайская спортсменка завоевала серебряную медаль в категории до 59 кг с результатом 237 кг по сумме двух упражнений. В упражнениях рывок и толчок она завоевала две малые серебряные медали.

## Основные результаты
| Год  | Соревнование   | Место проведения | Весовая категория | Рывок  | Толчок | Сумма двоеборья | Место |
| 2022 | Чемпионат мира | Богота           | до 64 кг          | 105 кг | 128 кг | 233 кг          | 1     |
| 2023 | Чемпионат мира | Эр-Рияд          | до 59 кг          | 102 кг | 130 кг | 232 кг          | 3     |
| 2024 | Чемпионат мира | Манама           | до 59 кг          | 107 кг | 130 кг | 237 кг          | 2     |